# Admontia podomyia
Admontia podomyia är en tvåvingeart som beskrevs av Brauer och Julius Edler von Bergenstamm 1889. Admontia podomyia ingår i släktet Admontia och familjen parasitflugor. Inga underarter finns listade i Catalogue of Life.